# 斯諾赫塔建築事務所
斯諾赫塔建築事務所(Snøhetta)是一家著名的國際建築、園林建築與室內設計公司，其總部位於挪威首都奧斯陸。

## 历史
在1989年由Craig Dykers與Kjetil Thorsen成立。
其著名的設計有：
- 埃及的亞歷山大圖書館
- 德國柏林的挪威大使館
- 奧斯陸的新國家歌劇院
- 中國香港的啟德AIRSIDE超甲級綜合商業項目
- 美國紐約世界貿易中心的美術館與博物館

## 画廊

奧斯陸歌劇院
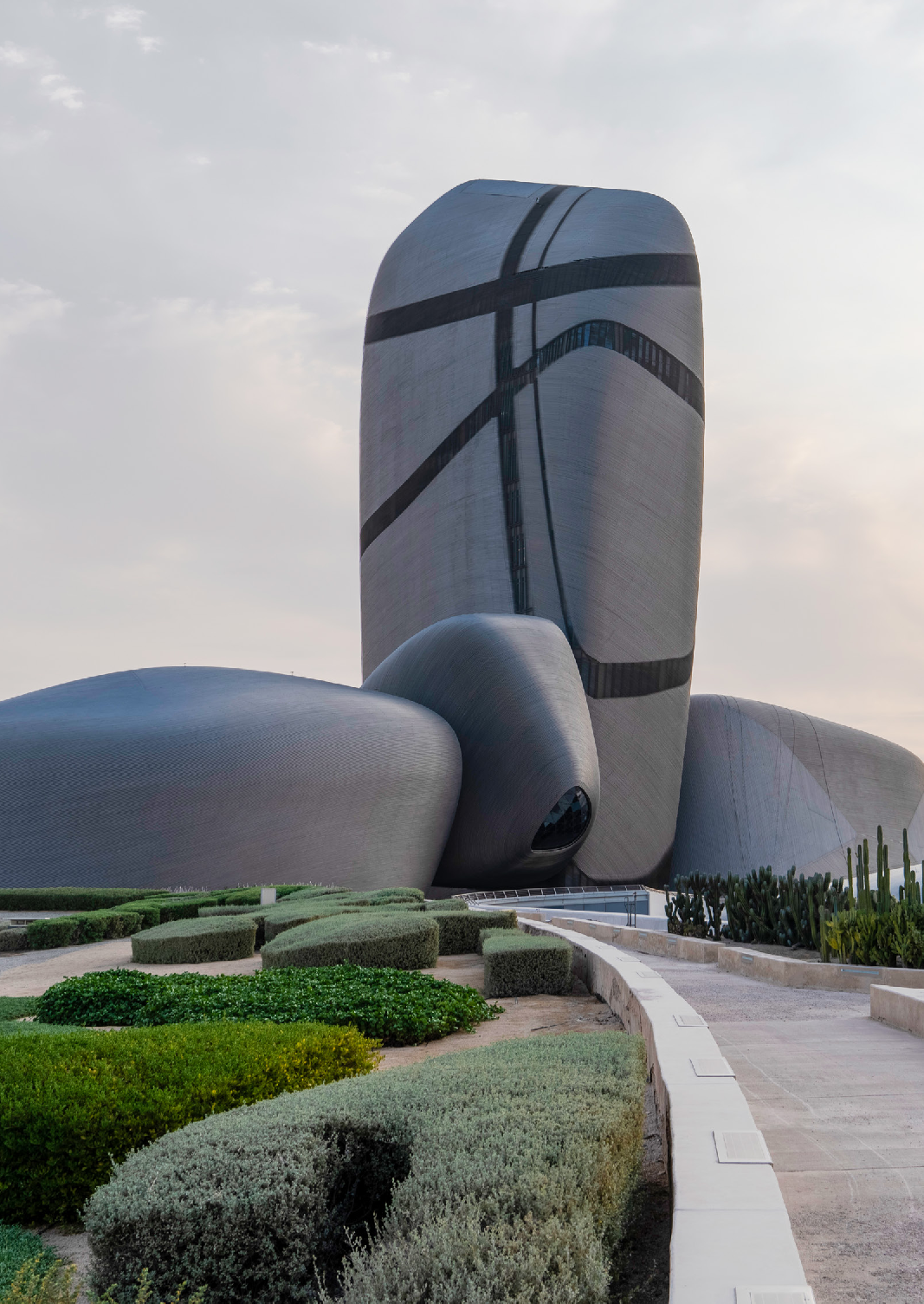
阿卜杜勒阿齐兹国王世界文化中心
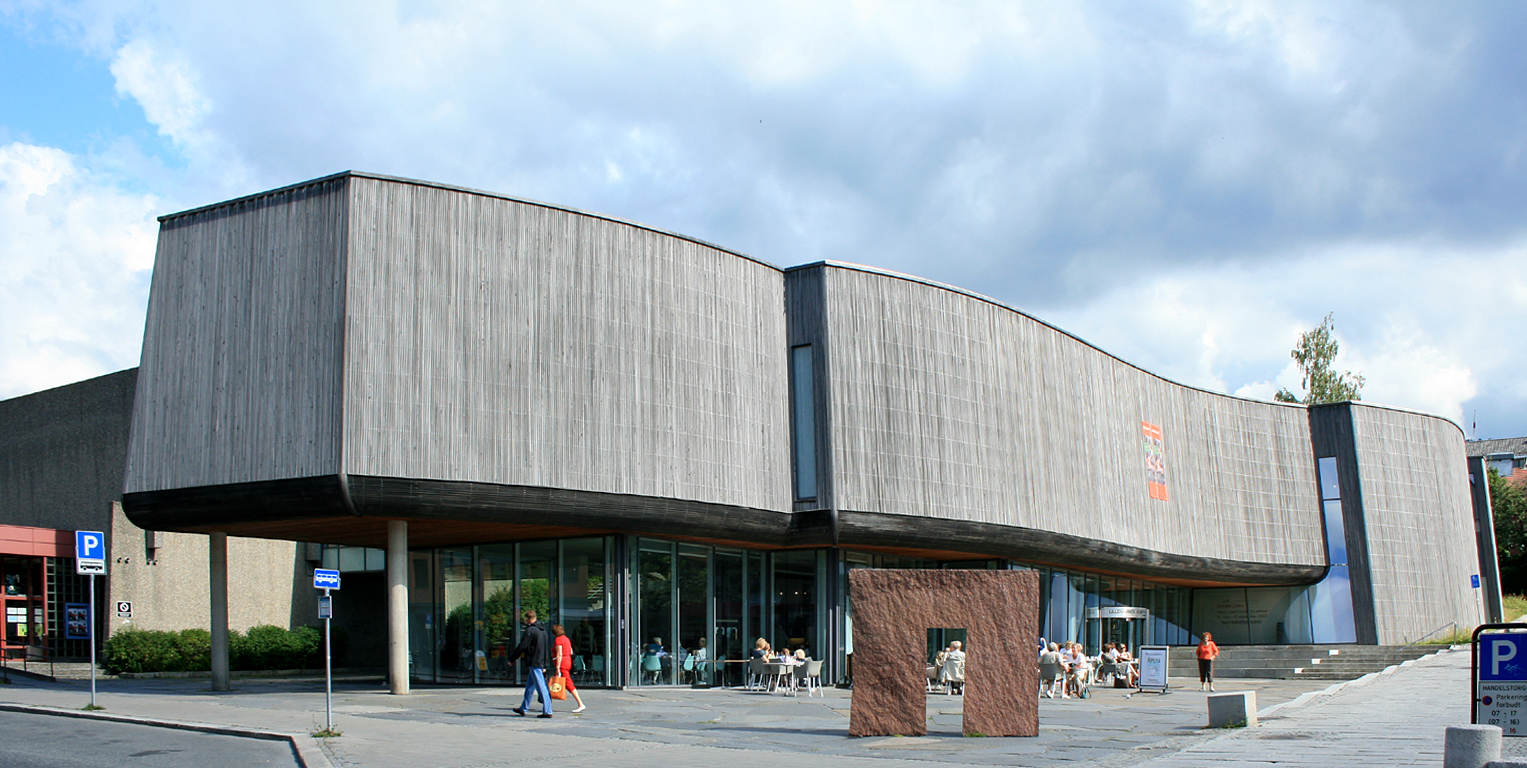
利勒哈默尔美术馆
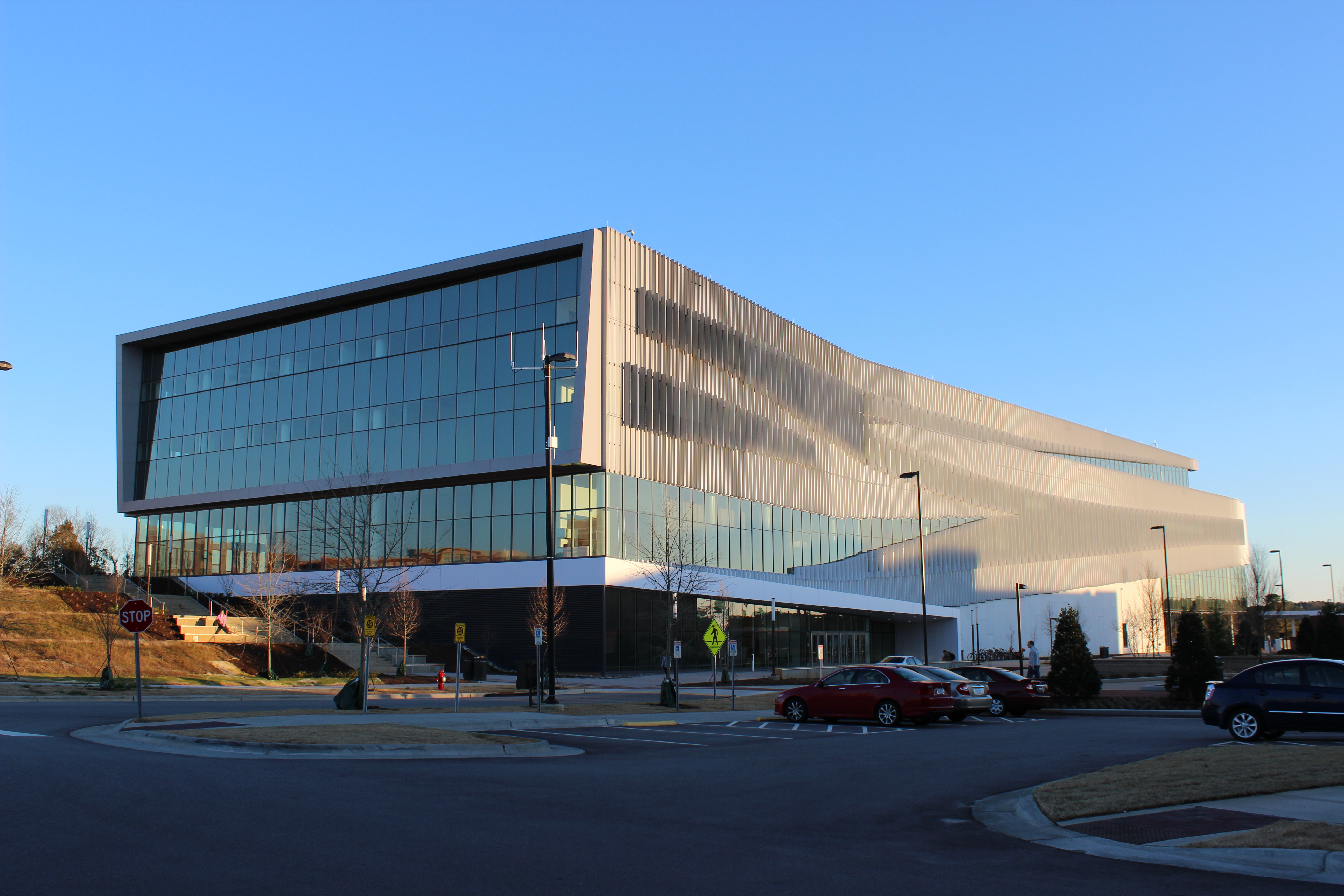
北卡罗来纳州立大学图书馆
世界报集团总部

## 外部鏈接
- 官方網站 （页面存档备份，存于）